# Plano XVII
Plano XVII foi um "esquema de mobilização e concentração" que foi adotado pelo francês Conseil Supérieur de la Guerre (o título em tempos de paz do Grand Quartier Général francês) de 1912 a 1914, a ser posto em prática pelo exército francês em uma guerra entre a França e a Alemanha. Era um plano para a mobilização, concentração e implantação dos exércitos franceses, para possibilitar uma invasão da Alemanha ou da Bélgica ou de ambas, antes que a Alemanha completasse a mobilização de suas reservas simultaneamente com uma ofensiva russa.
O plano foi implementado a partir de 7 de agosto de 1914, com consequências desastrosas para os franceses, que foram derrotados na Batalha das Fronteiras (7 de agosto a 13 de setembro) com um custo de 329 000 baixas. Os exércitos franceses (e a Força Expedicionária Britânica) na Bélgica e no norte da França foram forçados a recuar até o rio Marne, onde na Primeira Batalha do Marne (5–12 de setembro), os exércitos alemães foram derrotados e forçados a recuar. retire-se para o rio Aisne, eventualmente levando à Corrida para o mar.